# Szent-Istvány Gyula
Szent-Istvány Gyula (Vihnye, 1881. november 6. – Budapest, 1930. október 15.) festőművész, egyetemi tanár.

## Életpályája
Szülei Szent-Istvány Gyula és Pfeilmayer Irma voltak. Tanulmányait a Selmecbányai Akadémián kezdte, de félbehagyta. 1901–1913 között a budapesti Mintarajziskola növendéke volt. A Magyar Képzőművészeti Főiskolán Hegedűs László, Zemplényi Tivadar és Székely Bertalan oktatta. 1909–1914 között Münchenben Angelo Jank mesteriskoláját látogatta. Az első világháborúban (1914–1918) orosz hadifogságba esett. 1921-ben visszament Münchenbe. 1922–1930 között a budapesti Iparművészeti Iskolában az alakrajz tanára volt. 1961-ben Sopronban emlékkiállítást rendeztek műveiből.
Sikerrel szerepelt a Sezession és a Glaspalast tárlatain. Festémnyeinek fő témája a bányászok élete, melyhez oroszországi élményei nyomán festett, vágtató kirgiz lovasokat ábrázoló kompozíciói járultak. Több hazai és külföldi díjat nyert. Számos portréja közül legismertebb felesége arcképe.

## Festményei
- Bányász lovakkal (1926)
- Bányász-halál (1928)
- Partizánok

## Díjai
- II. Lajos bajor király nagy ezüst érme (1913)
- Kohner Adolf báró dija (1922)
- a székesfőváros díja (1923)
- Pálik Béla-díj (1925)
- a Képzőművészeti Társulat nagydíja (1928)